# Ezi Magbegor
Ezi Magbegor, née le 13 août 1999 à Wellington (Nouvelle-Zélande), est une joueuse australienne de basket-ball.

## Biographie
Née à Wellington (Nouvelle-Zélande) de parents nigérians, sa famille rejoint l'Australie quand elle est âgée de six ans. Elle débute le basket-ball à l'âge de sept ans en suivant les traces de ses aînés aux Northern Rebels de Coburg. En 2019, elle étudie Bachelor de commerce, puis ne donne pas suite aux sollicitations des universités américaines et enchaîne avec un Bachelor de psychologie à l'université Deakin.
De 2015 à 2017, elle se forme en South East Australian Basketball League (SEABL) avec le Centre of Excellence de l'Australian Institute of Sport. En 2018, elle joue encore une saison SEABL avec les Diamond Valley Eagles pour 13,9 points à 53.7 %, 9,5 rebonds et 2,6 passes décisives en 14 rencontres. Elle signe en juillet 2017 avec les Canberra Capitals pour la saison 2017–2018 de WNBL. En mars 2018, elle signe un engagement de trois ans avec les Melbourne Boomers, dirigés par l'ancienne star Lauren Jackson. En 2018-2019, elle manque le début de la saison en raison d'une blessure à la main, Melbourne décroche une deuxième place en saison régulière (8,7 points, 4,3 rebonds, 0,7 passe décisive et 1,4 interception en 17 rencontres sur 24 possibles) et conclut par une éliminations en demi-finales. Au terme de la saison 2019-2020, Melbourne est troisième de la saison régulière mais est battu par Canberra en demi-finale deux manches à une. Magbebor (13,0 points, 6,6 rebonds, 1,5 passe décisive, 0,8 interception et 1,2 contre en 23,5 minutes) remporte le trophée Betty Watson de la meilleure jeune joueuse de WNBL, qu'elle avait déjà remporté en 2018. Elle enchaîne avec une saison en NBL1, la ligue qui a succédé à la SEABL, avec 18 matches pour les Geelong Lady Supercats pour des statistiques de 18,6 points à 55.9 %, 6,6 rebonds, 1,8 passe décisive, 1,7 interception et 1,6 contre, ce qui lui vaut d'être désignée dans le meilleur cinq de NBL1 de 2019.
Elle est choisie en 12e position de la draft WNBA 2019 par le Storm de Seattle (que l'entraîneur Dan Hughes avait remarquée à la Coupe du monde 2018) mais elle reste l'été 2019 se perfectionner en Australie, ce qui rejoint la volonté du Storm de reconduire son groupe champion de 2018. Ses débuts se font au cours de l'atypique saison WNBA 2020 qui, en raison de la pandémie de Covid-19, est joué sur un site unique en Floride. Le Storm remporte le titre face aux Aces de Las Vegas sans perdre une seule manche en play-offs.
Lors de la saison WNBL 2020, qui est réduite en nombre de rencontres et de lieux à cause de la pandémie de Covid-19, elle est quatrième à l'élection de la meilleure joueuse de WNBL (derrière sa coéquipière au Storm Stephanie Talbot, Liz Cambage et Lauren Nicholson) avec des moyennes de 15,4 points, 8,8 rebonds, 1,4 passe décisive, 0,8 interception et 1,3 contre. Les Boomers se classent quatrièmes de la saison régulière et l'emportent en demi-finale, mais échouent en finale face à Townsville Fire. Elle devancée pour le trophée Betty Watson par la meneuse de Townsville Shyla Heal, mais figure dans le second meilleur cinq de la saison. Elle renouvelle son contrat avec les Boomers pour la saison WNBL 2021-2022. Aux Basketball Victoria 2020 Awards de 2020, Magbegor remporte la médaille Betty Watson d'athlète féminine de l'année.
Elle dispute la saison WNBA 2021 avec le Storm.
Elle remporte l'Euroligue 2025 dans une victoire 66 à 53 sur Mersin.

## Équipe nationale
Alors âgée de seulement 16 ans, elle fait ses débuts avec l'équipe australienne U19 au Championnat du monde de 2015 qui décroche une médaille de bronze (3,6 points, 3,1 rebonds, 1.1 contre en 8,7 minutes par rencontre) avant d'enchaîner le même été avec l'équipe U17 pour le championnat d'Asie qu'elle remporte en dominant la compétition avec 18 points de moyenne. L'année suivante les Sapphires sont victorieuses du Championnat du monde U17 en brisant une série de 28 victoires consécutives des Américaines (10 points, 10 rebonds, et 4 contres) puis l'Italie en finale (13 points, 9 rebonds, 3 contres), Magbebor étant élue meilleure joueuse de la compétition (12,5 points à 55 % d'adresse et 8,0 rebonds) avec ses coéquipières Jasmine Simmons et Monique Conti. Au Coupe du monde U19 de 2017, l'Australie se classe sixième malgré ses 16,1 points à 54 %, 8,1 rebonds, 1,4 passe décisive, 2,0 interceptions et 1,6 contre.
En décembre 2017, elle fait ses débuts en stage avec les Opals. En février 2018, elle est sélectionnée pour prendre part aux Jeux du Commonwealth de 2018 avec des moyennes de 9,2 points et 3,2 rebonds par rencontre,. Dans la foulée, elle aide l'Australie à décrocher la médaille d'argent à la Coupe du monde féminine de basket-ball 2018 avec des statistiques de 7,6 points et 3,8 rebonds par rencontre. En juillet 2019, elle remporte l'or au mondial universitaire en Italie avec une victoire en finale 80 à 72 face aux Américaines. Défaite en demi-finale par le Japon, l'Australie hérite du bronze à la Coupe d'Asie en septembre 2019 (12,0 points, 4,8 rebonds, 1,2 passe décisive, 2,3 contres et 0,7 interception en 18,0 minutes)
Au tournoi de qualification olympique de Bourges en février 2020, l'Australie est battue par la France 63 à 72 malgré 15 points de Magbebor mais obtient sa qualification en disposant du Brésil 86 à 72. Elle est sélectionnée au sein des Opals pour les Jeux de Tokyo, qui sont éliminées en quarts de finale.
Elle remporte la médaille de bronze aux Jeux olympiques de 2024 à Paris, en inscrivant 30 points, 13 rebonds et 3 passes décisives lors de la rencontre décisive face à la Belgique. Elle est élue dans le second meilleur cinq de la compétition.

## Palmarès

### En senior
- Jeux du Commonwealth de 2018
- Coupe du monde 2018
- Coupe d'Asie 2019[2]
- Médaille de bronze aux Jeux olympiques de 2024 à Paris[14]
- Euroligue : 2025[10]

### Équipe de jeunes
- Championnat du monde U19 de 2015
- Championnat du monde U17 de 2016
- Championnat d’Océanie U16 en 2015
- Championnat du monde universitaires en 2019[2]

## Distinctions personnelles
- Meilleure joueuse du Championnat du monde U17 de 2016
- Deuxième meilleur cinq de WNBL 2020
- Second cinq des Jeux olympiques de 2024[15]